# Eriotheca peruviana
Eriotheca peruviana là một loài thực vật có hoa thuộc họ Malvaceae.
Loài này chỉ có ở Peru.